# رافا مارین
رافا مارین (اسپانیایی: Rafa Marín‎؛ زادهٔ ۱۹ مهٔ ۲۰۰۲) بازیکن فوتبال اهل اسپانیا است.
وی همچنین در تیم‌های ملی فوتبال زیر ۱۷ سال اسپانیا، زیر ۱۸ سال اسپانیا، و زیر ۲۱ سال اسپانیا بازی کرده است.